# Club aquatique water-polo de Montréal
Le Club aquatique water-polo de Montréal est la section water-polo du Club aquatique de Montréal (CAMO), installé à Montréal, au Québec.

## Historique
Deux ans après sa création, le CAMO intègre le club de water-polo Montréal Concordia en 1966.
L'entraîneur-chef du club de 1974 à 1979, Galal Touni, lance l'entraînement d’équipes féminines sous la direction de Guy Lapointe, puis de Daniel Berthelette.
Les joueurs du CAMO sont régulièrement présents au sein des équipes du Québec et du Canada.

## Palmarès féminin
- 2 fois vainqueur de la Ligues majeures : 2009 et 2011.
- 17 fois champion canadien des clubs : 1985, 1987, 1988, 1989, 1990, 1992, 1993, 1994, 1995, 1997[2], 1998, 1999, 2000, 2005, 2006, 2009[3] et 2011[4].
- 11 fois champion du Québec : 1981, 1986, 1987, 1988, 1989, 1992, 1993, 1994, 1995, 1996 et 1997[2].

## Palmarès masculin
- 2 fois vainqueur de la Ligues majeures : 2009 et 2010.
- 4 fois champion canadien des clubs : 1991, 1996, 1997[1] et 2008[3].
- 7 fois champion du Québec : 1979, 1980, 1981, 1982, 1994, 1995 et 1996[1].